# 加姆

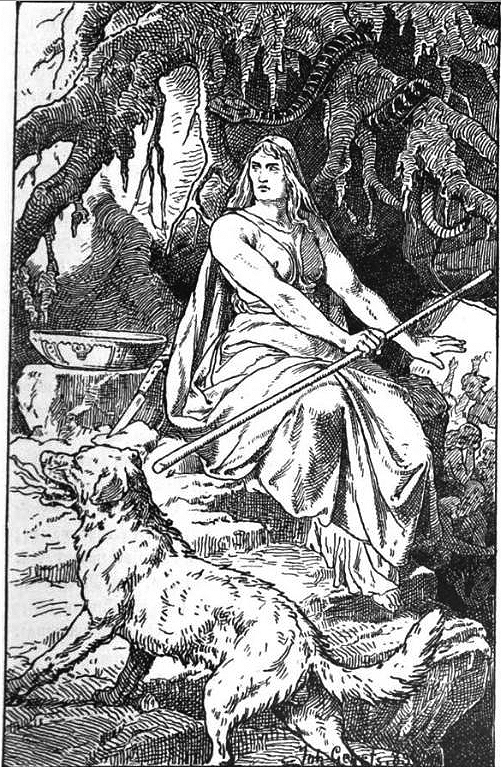
赫爾與加姆 (1889) by Johannes Gehrts.

加姆 （英語：Garm）在北歐神話中是一隻守護著死人國度「海姆冥界」的看门犬，传说他是武力最强的狗。常被视同于《巴德尔之梦》里奥丁遇到的胸口染血的狗，最後在諸神的黃昏時，加姆與戰神提爾（Tyr）同歸於盡。住在海姆冥界邊界的永劫深淵格尼巴（Gnipahellir）裡。牠總是以全身鮮血的形象出現，是神話裡除了魔狼芬里爾（Fenrisulfr）以外最大的犬科動物。
關於加姆的片段：Geyr Garmr mjök / fyr Gnipahelli（加姆大聲地嗥叫 / 在格尼巴之洞穴前）共出現三次；第一次出現在諸神的黎明的橋段；第二次出現在巨人族入侵諸神的國度時；最後一次則伴隨著新世界升起的描述出現。

## 另見
- 地獄犬

## 大眾文化中
- 獵獸神兵中第二十六號部隊「擬神兵部隊」的隊員羅伊（雷克斯·布洛克），擬神兵型態為「冥府的看門犬 加爾姆」的暗紫色的狼人。
- 聖鬥士星矢 黃金魂的神鬥士之一地獄犬 烏德嘎爾札。
- 線上遊戲仙境傳說（ＲＯ）中的ＭＶＰ級魔物「卡崙」。
- 遊戲噬神戰士中的荒神「加姆(ガルム)」。
- 日本輕小說及動畫機巧少女不會受傷(機巧少女は傷つかない)中芙蕾所持有的禁忌人偶<<加姆系列>>。
- 日本輕小說魔王築城記！～最強迷宮是近代都市～(魔王様の街づくり！～最強のダンジョンは近代都市～)中【獸】的魔王馬可西亞斯所持有的D RANK魔物「冥界巨犬(ガルム)」。
- 動畫機動戰士鋼彈00(機動戦士ガンダム00)中在外傳登場的機體「鎮魂犬鋼彈」
- 电子遊戲《地狱之刃：塞娜的献祭》中作为敌方角色登场。
- 电子遊戲《战神：诸神黄昏》中作为敌方角色登场。
- 虛擬YouTuber「加姆 （页面存档备份，存于）」以2022年6月15日出道，目前活躍活動中。